# Ramón Fagoaga
Ramón Alfredo Fagoaga Romero (San Miguel; 25 de diciembre de 1952) es un exfutbolista salvadoreño.
En 2006 fue nombrado gerente temporal de la FESFUT, la Federación Salvadoreña de Fútbol.

## Trayectoria
A pesar de padecer asma, comenzó a jugar en el equipo juvenil Pipiles y cuando se convirtió en profesional, jugó como delantero del CD Dragón en la Segunda División Salvadoreña. Más tarde, se incorporó al CD Atlético Marte y fue nombrado defensa central ya que el club contaba con siete delanteros en la plantilla.
Siendo un jugador importante, jugó catorce temporadas con este equipo, entre 1972-1982 y 1985-1989. Ganó tres títulos de campeón de El Salvador y llegó a la final de la Copa de Campeones de la Concacaf en 1981, siendo derrotado por el SV Transvaal de Surinam.
Luego, jugó en el Independiente FC, Deportivo Jalapa de la Liga Nacional de Guatemala junto a su compatriota Silvio Aquino y el Alianza FC.

## Selección nacional
Fue miembro de la selección de El Salvador en la Copa del Mundo de 1982 en España y los representó en 23 juegos de clasificación para la Copa Mundial. Nueve para la de Argentina 1978, ocho para la de 1982 y finalmente seis para México 1986.
Durante el Mundial, disputó dos partidos: contra Hungría y Bélgica. Jugó 47 encuentros con su país, sin marcar un gol, entre 1976 y 1987.

### Participaciones en Copas del Mundo
| Mundial                        | Sede   | Resultado    |
| ------------------------------ | ------ | ------------ |
| Copa Mundial de Fútbol de 1982 | España | Primera fase |

## Clubes
| Club                | País        | Año       |
| ------------------- | ----------- | --------- |
| C.D. Dragón         | El Salvador | 1970-1972 |
| C.D. Atlético Marte | El Salvador | 1972-1982 |
| C.S. Independiente  | El Salvador | 1982-1983 |
| C.D. Jalapa F.C.    | Guatemala   | 1983-1984 |
| C.D. Atlético Marte | El Salvador | 1985-1989 |
| Alianza F.C.        | El Salvador | 1990      |

## Palmarés

### Títulos nacionales
| Título           | Equipo         | País        | Año     |
| ---------------- | -------------- | ----------- | ------- |
| Primera División | Atlético Marte | El Salvador | 1980-81 |
| Primera División | Atlético Marte | El Salvador | 1982    |
| Primera División | Atlético Marte | El Salvador | 1985    |